# SN 2009fm
SN 2009fm – supernowa odkryta 24 kwietnia 2009 roku w galaktyce A122451+2435. W momencie odkrycia miała maksymalną jasność 19,30m.